# Желтоглазки (бабочки)
Желтоглазки (лат. Lopinga) — род дневных бабочек из семейства бархатниц.

## Описание
В основании передних крыльев вздута костальная жилка, а жилка центральной ячейки вздута слабо. Внешние края крыльев округлые. Задние крылья на своей нижней стороне в дискальной области лишены ломаных тёмных перевязей и равномерно окрашены в оливковые или бурые тона. Заметные андрокониальные поля у самцов отсутствуют. Усики с равномерно расширяющейся булавой.

## Список видов
- Lopinga achine (Scopoli, 1763)
  - Lopinga achine achine
  - Lopinga achine achinoides (Butler, 1878)
  - Lopinga achine catena (Leech);
  - Lopinga achine chosensis Matsumura, 1929 ;
  - Lopinga achine jezoensis Matsumura, 1919 ;
  - Lopinga achine karafutonis Matsumura, 1928 ;
  - Lopinga achine kurilensis Matsumura, 1928 ;
  - Lopinga achine oniwakiensis Y. Yazaki et Hiramoto, 1981 ;
- Lopinga deidamia (Eversmann, 1851);
  - Lopinga deidamia erebina Butler, 1883
  - Lopinga deidamia interrupta Fruhstorfer, 1909
  - Lopinga deidamia kampuzana Y. Yamazaki, 1981
  - Lopinga deidamia sachalinensis Matsumura, 1911
- Lopinga dumetorum (Oberthür, 1886);
- Lopinga lehmanni (Forster, 1980);
- Lopinga nemorum (Oberthür, 1890);